# Diamentowa kolekcja disco polo: Top One
Diamentowa kolekcja disco polo: Top One – album studyjny zespołu Top One wydany w 2014 roku.

## Lista utworów
1. Biały miś (sł. i muz. Mirosław Górski) – 4:31
2. Santa Maria – 3:39
3. Miła moja – 3:48
4. Złoty krążek – 5:49
5. Ciao Italia (sł. Jan Krynicz, Maciej Jamróz, muz. Paweł Kucharski) – 3:48
6. Wejdziemy na Top (sł. Jan Krynicz, muz. Paweł Kucharski) – 3:41
7. Wróć Yesterday (sł. Jan Krynicz, muz. Paweł Kucharski) – 4:18
8. Krew na piasku (sł. Jan Krynicz, muz. Dariusz Królak) – 4:20
9. Hello! (sł. Zbigniew Bieniak, muz. Emil Jeleń, Paweł Kucharski, Dariusz Zwierzchowski) – 3:27
10. Granica – 4:04
11. Puerto Rico (sł. Jan Krynicz, muz. Paweł Kucharski) – 3:44
12. Fred Kruger (sł. Jan Krynicz, muz. Paweł Kucharski) – 3:53
13. Lśnienie gwiazd (sł. Zbigniew Bieniak, muz. Paweł Kucharski) – 4:49
14. Ola! lata czas (sł. i muz. Dariusz Zwierzchowski) – 3:46
15. Halo, to ja (sł. Dalil Miszczak, muz. Robert Gołaszewski, Paweł Kucharski, Dalil Miszczak, Dariusz Zwierzchowski) – 4:10
16. Hold Me Tight	(sł. Michał Augustyn, muz. Robert Gołaszewski, Paweł Kucharski, Dariusz Zwierzchowski) – 4:24
17. Anioł z Saint Tropez (sł. Dariusz Zwierzchowski, muz. Robert Gołaszewski, Paweł Kucharski, Dariusz Zwierzchowski) – 4:03
18. Tylko tyle dziś chcę (sł. Eva Łukjaniuk, muz. Robert Gołaszewski, Paweł Kucharski, Dariusz Zwierzchowski) – 3:51